# Lumistérol
Le lumistérol est un composé chimique proche de la vitamine D. Il n'a pas d'activité biologique connue.
Il est notamment produit dans l'organisme par photoisomérisation de la  pré-vitamine D3 sous l’effet des rayonnements UV.
La vitamine D1 désignait initialement une substance qui s'est avérée correspondre à un mélange de vitamine D2 et de lumistérol.